# آن ميارا
آن ميارا (بالإنجليزية: Anne Meara)‏ هي ممثلة أمريكية، ولدت في 20 سبتمبر 1929 ببروكلين في الولايات المتحدة، وتوفيت في 23 مايو 2015 بمانهاتن في الولايات المتحدة. بدأت مشوارها المهني سنة 1954.

## أعمال

### أفلام
- (1970) أحباء وغرباء آخرون
- (1978) الأولاد من البرازيل
- (1980) الشهرة[6][7]
- (1990) الإيقاظ[8]
- (1995) قبلة الموت[9]
- (2001) زولاندر[10]
- (2006) ليلة في المتحف[11]

## ترشيحات
- جائزة توني لأفضل ممثلة بارزة في مسرحية [الإنجليزية]‏ (1993)

## وصلات خارجية
- آن ميارا على موقع IMDb (الإنجليزية)
- آن ميارا على موقع الموسوعة البريطانية (الإنجليزية)
- آن ميارا على موقع روتن توميتوز (الإنجليزية)
- آن ميارا على موقع ألو سيني (الفرنسية)
- آن ميارا على موقع ميوزك برينز (الإنجليزية)
- آن ميارا على موقع تيرنر كلاسيك موفيز (الإنجليزية)
- آن ميارا على موقع أول موفي (الإنجليزية)
- آن ميارا على موقع قاعدة بيانات برودواي على الإنترنت (الإنجليزية)
- آن ميارا على موقع قاعدة بيانات الأفلام السويدية (السويدية)
- آن ميارا على موقع إن إن دي بي (الإنجليزية)